# La Trinité-sur-Mer
La Trinité-sur-Mer is een gemeente in het Franse departement Morbihan (regio Bretagne). De plaats maakt deel uit van het arrondissement Lorient. Guillac telde op 1 januari 2022 1.837 inwoners. 
Het ligt in de omgeving van de Golf van Morbihan en de menhirvelden van Carnac, in het zuiden van Bretagne aan de Golf van Biskaje. 
Het heeft een grote vissers- en jachthaven en is het centrum van de oesterkwekerij. Het is tevens een alom gekende badplaats die zeer mondain is en voorzien is van winkelstraten, speelzalen, een winkelcentrum en vele souvenirwinkels. Op 15 augustus wordt met veel luister, op een grote podium, het Fest-Noz opgevoerd. Daar dansen de Bretonnen in hun klederdracht op de muziek van de doedelzak-, draailier- en bombardon. In de jachthaven worden dan allerhande feest- en waterspelen opgevoerd. 
Het klimaat is hier zeer mild en de zuidkant van Bretagne heeft de meeste zonuren. Hier liggen grote zeiljachten, met catamarans en trimarans waarvan sommige meedoen aan oceaanrace-wedstrijden.

## Geografie
De oppervlakte van La Trinité-sur-Mer bedroeg op 1 januari 2022 6,2 vierkante kilometer; de bevolkingsdichtheid was toen 296,3 inwoners per km².

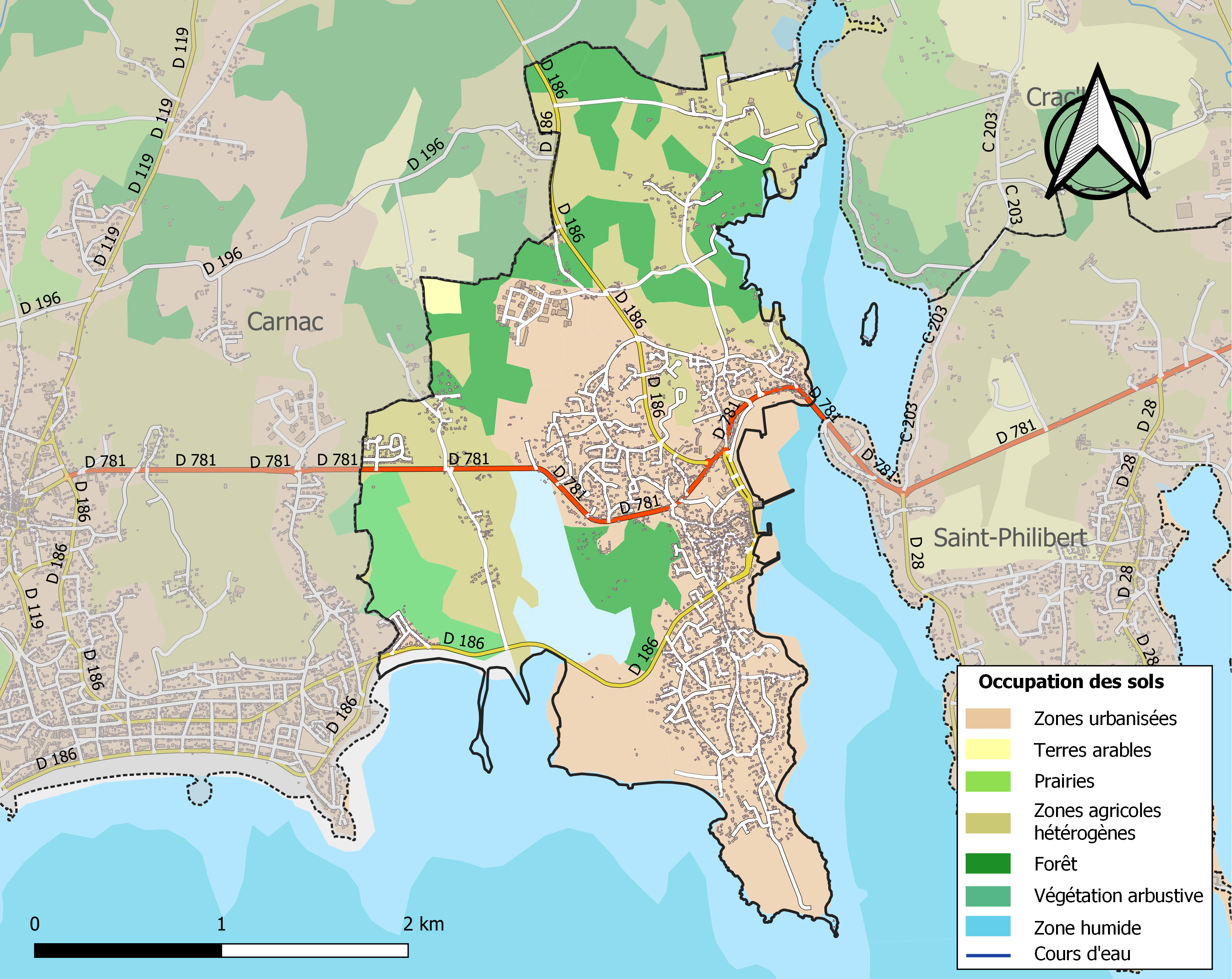
Kaart van de gemeente met de belangrijkste infrastructuur, bodemgebruik en omliggende gemeenten

## Demografie
In 2016 telde de gemeente 1.613 inwoners. Onderstaande figuur toont het verloop van het inwonertal, bron: INSEE-tellingen. 

## Geboren
- Jean-Marie Le Pen (1928-2025), politicus
- Alain Barrière (1935-2019), zanger